# Bassiana trilineata
Espèce
Synonymes
- Tiliqua trilineata Gray, 1838

Statut de conservation UICN

 LC  : Préoccupation mineure
Bassiana trilineata est une espèce de sauriens de la famille des Scincidae.

## Description
Ce saurien présent un gabarit relativement trapu, avec des écailles lisses. Il a cinq doigts au bout de chaque pattes. La longueur totale, de la tête à la queue, est d'environ 190 mm. Les individus de cette espèce arbore une tache rouge à la gorge dont la couleur devient plus intense durant la saison de reproduction.

## Habitat
Le bassiana trilineata vit principalement dans les zones humides à l’intérieur des terres, dans un environnement composé de prairies, de buissons et de forêts.

## Répartition
Cette espèce est endémique d'Australie. Elle se rencontre dans les États d'Australie-Occidentale et d'Australie-Méridionale.

## Publication originale
- Gray, 1839 "1838" : Catalogue of the slender-tongued saurians, with descriptions of many new genera and species. Annals and Magazine of Natural History, sér. 1, vol. 2, p. 287-293 (texte intégral).